# Rudi Gutendorf
Rudolf „Rudi“ Gutendorf (* 30. August 1926 in Koblenz; † 13. September 2019) war ein deutscher Fußballspieler und -trainer. Er gilt als der Trainer mit den meisten internationalen Engagements und steht als solcher auch im Guinness-Buch der Rekorde. Aufgrund seiner vielen Trainerstationen und seiner langen Trainerkarriere wurde Gutendorf auch Rudi Rastlos genannt.

## Werdegang

### Kindheit und Jugend in Koblenz (1926 bis 1942)
Rudi Gutendorf wurde als ältester von zwei Söhnen des ersten Koblenzer Fahrschullehrers Heinz Gutendorf (1943 gefallen) und dessen streng katholischer Ehefrau im Brenderweg, Stadtteil Lützel, geboren. Der fußballbegeisterte Vater, Kassenwart beim VfB Lützel, übertrug die Leidenschaft auf seine Söhne, die als Straßenfußballer begannen. Als Zehnjähriger begann Rudi Gutendorf in der Jugend des VfB Lützel, zu Kriegsbeginn 1939 lief Rudi Gutendorf schließlich für die Jugend der TuS Neuendorf auf und wurde mehrfach in die Gebietsauswahl-Mannschaft berufen. Zu seinen großen Vorbildern wurden die Neuendorfer Jupp Gauchel, Jakob Oden und Harry Aurednik. Gutendorfs jüngerer Bruder Werner (1929–1995) wurde später als Torwart bei der TuS Neuendorf und dem FC Bayern München in 56 Oberligaspielen eingesetzt.

### Spielerkarriere bei der TuS Neuendorf (1942 bis 1953)
1942 führte die Einberufung von Stammspielern der TuS Neuendorf an die Front dazu, dass zunehmend Spieler der zweiten Mannschaft nachrücken mussten. Auf Vorschlag von Jupp Gauchel, dem Spielführer der ersten Mannschaft, wurde der 16-jährige Rudi Gutendorf auf der rechten Außenstürmerposition in das Training des ersten Teams integriert. Eigenen Angaben zufolge debütierte Gutendorf gegen Ende des Jahres, entweder im entscheidenden Spiel um die Gaumeisterschaft Moselland gegen den luxemburgischen Meister FK Niederkorn, das die TuS Neuendorf mit 2:1 gewann, oder bei einem 5:4-Sieg über den VfR Mannheim vor 15.000 Zuschauern im heimischen Stadion Oberwerth. Fortan durfte er regelmäßig auf der Rechtsaußenposition, die mit der Zeit zu seiner Stammposition wurde, mitwirken, zunächst in der Gauliga Moselland, nach dem Zweiten Weltkrieg in der Oberliga Südwest. Der Nachwuchsspieler bestritt am 16. April 1944 im Alter von 17 Jahren bei einer 0:5-Auswärtsniederlage gegen den FC Schalke 04 sein erstes Spiel in der Endrunde um die deutsche Fußballmeisterschaft. Auch 1944 nach der Einberufung in die Wehrmacht spielte Gutendorf eigenen Aussagen zufolge fast ausschließlich Fußball, wurde laufend beurlaubt und nicht zur Kriegsfront abgestellt. Nach Ende des Zweiten Weltkrieges wurde er im französischen Kriegsgefangenenlager Rivesaltes wegen Untergewichts als arbeitsuntauglich eingestuft; im Lager erkrankte Gutendorf an Ruhr, nach mehreren Wochen und dem Aufenthalt in einem Feldlazarett wurde er schließlich aus der Gefangenschaft entlassen.
Nach der Rückkehr in das kriegszerstörte Neuendorf konnte Gutendorf zwar fast sofort wieder mit dem Fußball beginnen, hatte aber den Tod seines Vaters, das zerstörte Elternhaus und die Verurteilung seines jüngeren Bruders Werner zu einer vierjährigen Haftstrafe zu verkraften. Er bezeichnete es später als unglaublichen Glücksfall, dass keiner der vormaligen Stammspieler der TuS im Krieg gefallen oder zum Krüppel geschossen worden war. Jupp Gauchel agierte nach Kriegsende als Trainer der Neuendorfer – „mit dem sicheren Instinkt eines starken Anführers verkörpert[e] er die alles überragende Leitfigur“ der Mannschaft. Unterdessen hatte die TuS große Erfolge zu verzeichnen: Nachdem das Team in der Saison 1946/47 noch den vorletzten Platz der Nordgruppe innerhalb der Südwest-Oberliga belegt hatte, qualifizierte es sich in der Folgesaison unter dem Namen „SpVgg Neuendorf“ als Dritter hinter dem 1. FC Kaiserslautern und dem 1. FC Saarbrücken für die Endrunde um die deutsche Meisterschaft. Als „Krönung unserer Erfolge“ bezeichnete Gutendorf das Spiel in der Meisterschaftsendrunde am 18. Juli 1948 im Dortmunder Stadion Rote Erde gegen den klar favorisierten Hamburger SV, wo der Meister der britischen Zone mit anerkannten Könnern wie Walter Warning, Friedo Dörfel, Heinz Werner, Erwin Reinhardt, Erwin Seeler, Richard Dörfel, Edmund Adamkiewicz und Heinz Spundflasche angetreten war. Mit zwei Treffern von Jakob Miltz, der auf Halbrechts im damaligen WM-System an der Seite von Rechtsaußen Gutendorf spielte, gewann Neuendorf das Vorrundenspiel mit 2:1 und stand damit im Halbfinale der ersten deutschen Nachkriegsmeisterschaft. Das Spiel gegen den 1. FC Kaiserslautern, den Meister der französischen Besatzungszone, ging sieben Tage später im Wuppertaler Stadion am Zoo vor 50.000 Zuschauern deutlich mit 1:5 verloren.
Nach der Währungsreform änderte sich alles, der Fußball wurde kommerzialisiert. Dank des Neuendorfer Vereinspräsidenten Weinand erhielten alle Spieler Toto-Annahmestellen, die ihnen zu hohen Einnahmen verhalfen, „genug, um sofort einen bemerkenswerten Wohlstand zu erreichen“; dieser finanzielle Wohlstand bekommt der Mannschaft allerdings nicht gut. Zur gleichen Zeit begann der sportliche Niedergang der TuS um den älter werdenden Spielertrainer Gauchel, der seiner Auswahl ein langsameres Spiel aufzwang und dadurch mit immer stärkeren Akzeptanzproblemen zu kämpfen hatte. Anfang 1950 wurde noch einmal die Endrunde um die deutsche Meisterschaft erreicht. Im August 1950 reiste Gutendorf mit einer Rheinlandauswahl nach Island und bestritt dort Freundschaftsspiele, unter anderem gegen den damaligen Vizemeister Fram Reykjavík. Sein 93. und letztes Oberligaspiel für die TuS Neuendorf bestritt Gutendorf am 19. August 1951 bei einem 1:1-Auswärtsremis zum Saisonstart gegen Eintracht Trier. Eine Tuberkuloseerkrankung zwang ihn anschließend zu einer einjährigen Pause, wodurch seine aktive Spielerlaufbahn beendet war. Während der fünf Oberligajahre hatte der Rechtsaußen insgesamt 46 Treffer für die TuS beigesteuert. Als Vertragsspieler war Gutendorf zwischen 1943 und 1953 in Neuendorf aktiv gewesen.

### Erste Trainerjobs und Engagements in der Schweiz (1953 bis 1961)
Nach Kriegsende begann Gutendorf damit, sich ein zweites Standbein für die Zeit nach der aktiven Spielerkarriere aufzubauen. In den folgenden Jahren trainierte er für 15 oder 20 Deutsche Mark pro Abend sowie ein warmes Essen mehrere Amateurvereine aus dem Koblenzer Umland: den SV Rengsdorf (1946 bis 1954), TuS Rot-Weiß Koblenz, den VfB Lützel, den SV Braubach und den SV Niederelbert. Nach seiner Genesung von der Tuberkuloseerkrankung nahm Gutendorf in Köln am Fußballtrainer-Lehrgang unter der Leitung von Bundestrainer Sepp Herberger teil und erhielt 1953 das Trainerdiplom (Lizenz-Nummer 330).
Bevor sich Gutendorf auf Jobsuche begab, machte er auf Anraten seines Arztes im schweizerischen Davos eine Ausheilungskur in einem Sanatorium für Lungenkranke. Ende 1954 bewarb er sich nach eigenen Aussagen auf ein Zeitungsinserat hin um die Stelle als Spielertrainer beim Zweitligisten FC Blue Stars Zürich, deren Trainer Robert Aeby nach der Hinserie der Nationalliga B entlassen worden war. Für ein Gehalt von 1000 Schweizer Franken monatlich sowie eine Nichtabstiegsprämie von 5000 Franken übernahm Gutendorf während der Winterpause sein erstes Trainerengagement; die Mannschaft um Bruno Brizzi erreichte in der Rückrunde vier Siege, fünf Unentschieden und vier Niederlagen bei einem ausgeglichenen Torverhältnis (23:23) und belegte am Saisonende den zehnten Tabellenplatz.
Im Juni 1955 wurde Gutendorf vom Ligakonkurrenten FC Luzern als Spielertrainer verpflichtet. Sein Gehalt lag bei 1'500 Schweizer Franken monatlich zuzüglich Wohnung und Prämien. Nach einem dritten und einem siebten Platz in den beiden ersten Jahren gelang den Luzernern 1958 schließlich hinter dem FC Zürich der Aufstieg in die Erstklassigkeit. Mit einer ausgeglichenen Bilanz lag die Mannschaft nach ihrem ersten Jahr in der Nationalliga A im Ligamittelfeld und erreichte in der Folgesaison den fünften Platz. Im Schweizer Cup 1959/60 konnte das Team nach Siegen über den FC Wädenswil (6:1), die Young Fellows Zürich (3:2), den FC Bern (4:1), den FC Thun (6:0) und die BSC Young Boys (3:1) ins Finale einziehen. Das Cupfinale gegen den FC Grenchen am 8. Mai 1960 im Berner Stadion Wankdorf gewannen die Blau-Weißen vor 30.000 Zuschauern durch einen Treffer von Rolf Blättler in der Schlussviertelstunde mit 1:0 und feierten dadurch den größten Erfolg ihrer Vereinsgeschichte. Im August 1960, etwa zwei Wochen vor Beginn der neuen Saison, wurde Gutendorf wegen des Vorwurfs, „Verfehlungen sittlicher Art“ (Unzucht mit einer Minderjährigen) begangen zu haben, in Untersuchungshaft genommen. Wenige Wochen später wurde das Dienstverhältnis zwischen Trainer und Verein fortgesetzt, das Gerichtsverfahren wurde Anfang Januar 1961 eingestellt. Hintergrund war die Intrige eines Spielers, den Gutendorf aus der Mannschaft geworfen hatte, und dessen Freundin. Der FC Luzern erreichte diesen Querelen zum Trotz am Saisonende erneut einen Rang im Tabellenmittelfeld. Im August 1961 wurde Gutendorfs Aufenthaltsbewilligung nicht erneuert, weshalb er das Land verlassen musste und das Trainerengagement – es sollte zeitlebens seine längste Anstellung bleiben – endete. Der Spielertrainer Gutendorf war in der Nationalliga A seit 1958 auf insgesamt 27 Einsätze gekommen, bei denen er sechs Treffer erzielte.

### Über Tunesien zum Oberligisten nach Westfalen (1961 bis 1963)
Noch während seiner Trainertätigkeit in Luzern erhielt Gutendorf das Angebot, den tunesischen Verein US Monastir, Lieblingsclub des Staatspräsidenten Habib Bourguiba, als „ein Stück lebendiger Entwicklungshilfe“ (Sportförderung) für ein monatliches Gehalt von 1.000 US-Dollar zu betreuen. Nach einer Einweisung von Ministerialrat Cornelius von Hovora im Auswärtigen Amt traf Gutendorf dort zufällig auf Bundeskanzler Konrad Adenauer, der ihn mit dem vielfach zitierten Satz

„Machen Se et jut, Herr Jutendorf, sonst nehmen die einen von der Sowjetzone.“

verabschiedete. Die Dauer des Engagements wurde mit acht Monaten eingeplant. Über das Wirken Gutendorfs als Vereinstrainer ist wenig bekannt, der US Monastir belegte am Saisonende den neunten Platz in der Meisterschaft, punktgleich mit einem Abstiegsplatz. Außerdem trainierte der Neuendorfer die Juniorennationalmannschaft des nordafrikanischen Landes. Weitere Angaben sind zweifelhaft. Aufgrund der günstigen Entwicklungen im deutschen Fußball schlug Gutendorf schließlich eine Vertragsverlängerung aus.
Gutendorf begann seine Trainerkarriere im deutschen Spitzenfußball im letzten Jahr der alten erstklassigen Oberliga, 1962/63, beim TSV Marl-Hüls in der Oberliga West. Die Blau-Weißen aus dem nördlichen Ruhrgebiet waren 1959/60 in die Erstklassigkeit der Oberliga West aufgestiegen. Der aus Tunesien in die Bundesrepublik zurückgekehrte Neuendorfer eröffnete mit Marl-Hüls am 18. August 1962 mit einer 1:11-Auswärtsniederlage bei Borussia Dortmund die Verbandsrunde. Belastet ist die Konzentration auf die Arbeit zu Beginn in Marl-Hüls mit einer völlig überraschenden und sich dann als kräfteraubenden Angelegenheit herausstellenden Planung einer Wettspielreise für den U.S. Monastir durch die Bundesrepublik Deutschland. Am Rundenende belegte er mit den „Blauen Funken“ mit 37:69 Toren und 18:42 Punkten den 16. Rang. Damit hatte das Team um den späteren Bundesligastar Heinz van Haaren die meisten Gegentore bekommen, gemeinsam mit Viktoria Köln, das als Acht-Platzierter unter Trainer Hennes Weisweiler mit 81 Toren aber auch die meisten Treffer erzielt hatte. Von einer speziellen Abwehrtaktik zur Vermeidung von vielen Gegentoren war in Marl-Hüls wie auch bei Viktoria Köln in dieser Saison nichts zu sehen gewesen. Die Leistung der Mannschaft hatte sich aber in der Rückrunde mit 13:17 Punkten und 14:22 Toren deutlich gegenüber der desaströsen Hinrunde mit 5:25 Punkten und 23:47 Toren verbessert, wobei insbesondere die zwei Heimsiege mit jeweils 1:0 gegen Borussia Dortmund und dem FC Schalke 04 herausragten. Mehrere Ergebnisse und zeitliche Angaben auf den Seiten 134 und 135 des Gutendorf-Buches Mit dem Fußball um die Welt über die Runde mit Marl-Hüls stimmen nicht: Es gab kein 0:6 gegen RW Oberhausen, keine 0:8-Packung gegen Schalke 04 und auch der 1. FC Köln putzte nicht den TSV mit 8:1 weg, und schon gleich gar nicht spielte dabei der blutjunge Wolfgang Overath – dessen Debüt fand erst in der nachfolgenden Spielzeit in der Bundesliga statt – mit.

### Meidericher SV (1963 bis 1965)

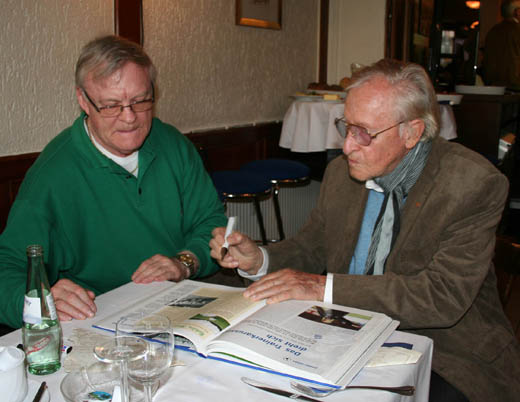
Rudi Gutendorf (rechts) mit Dieter Danzberg (2011)

Zur Saison 1963/64 bekam Gutendorf die Trainerstelle beim Meidericher SV. Die „Zebras“ hatten unter Trainer Willi Multhaup im Jahr zuvor überraschend Platz 3 der Oberliga West belegt sich damit für die neu geschaffene Bundesliga qualifiziert. Multhaup wechselte jedoch zu Werder Bremen, wo er 1965 mit dem Team vom Weserstadion deutscher Meister wurde. Bei der Nachfolgefindung traf sich der damals 35-jährige Gutendorf mit Josef Schwickert, dem 2. Vorsitzenden des MSV, in einer bekannten Kölner Kneipe zu Vertragsverhandlungen. Beide waren sich so schnell einig, dass die Vertragsmodalitäten auf der Speisekarte des Hauses „Maria im Bildchen“ notiert wurden. Gutendorf übernahm eine gewachsene Mannschaft, die mit dem Techniker und Spielmacher Werner Krämer einen der neuen Helden der Bundesliga in ihren Reihen hatte. In der leistungsstarken Oberliga West den 3. Rang erreicht zu haben, war eine Auszeichnung, die sich in den nächsten Jahren in der Bundesliga durch Aufsteiger wie Borussia Mönchengladbach, Fortuna Düsseldorf, Rot-Weiss Essen, Alemannia Aachen, Rot-Weiß Oberhausen, Arminia Bielefeld, VfL Bochum, Wuppertaler SV, Fortuna Köln und Bayer Uerdingen bestätigen sollte. Dazu kam, dass der neu zum Verein gekommene Torhüterriese Manfred Manglitz ein Volltreffer wurde; aber auch die acht Treffer des 54er-Weltmeisters Helmut Rahn trugen zum guten Start in die Bundesligaära bei. Durch seine taktische Maßnahme, die Verteidigerposten mit den zwei offensivstarken Spielern Hartmut Heidemann und Johann Sabath zu besetzen, legte er den Grundstein für das bald gefürchtete „Rollsystem“ des MSV. Die Angreifer waren nicht lediglich in der Offensive, die Abwehrspieler dagegen auch nicht lediglich in der Defensive beschäftigt. Sepp Herberger soll in einem Interview erklärt haben: „Rudis Rollsystem wird von einer Spielerwoge praktiziert, die mal geballt vorn, mal massiv hinten ist. Es ist durchdacht, mir gefällt es.“ Das erste Opfer wurde am Starttag, dem 24. August 1963, der Karlsruher SC im heimischen Wildparkstadion vor erwartungsvollen 40.000 Zuschauern. Zur Halbzeit führten das Gutendorf-Team bereits mit 3:1 und war beim 4:1-Erfolg in keiner Weise gefährdet.
Aufgrund der Defensiv-Taktik, mit der er mit dem Meidericher SV in der ersten Bundesliga-Saison der Geschichte die Vizemeisterschaft erreichte, erlangte er den Spitznamen „Riegel-Rudi“. Mit 36 Gegentoren stellte Meiderich die beste Defensive. Inwieweit „sein Abwehrrecke“ Dieter Danzberg daran auf dem Platz Anteil hatte, erschließt sich aus der zeitlichen Distanz bei seinen sieben Rundeneinsätzen nicht. Danzberg war im letzten Jahr der Oberliga mit 28 Rundenspielen und sechs wichtigen Toren entscheidend am sportlichen Erfolg beteiligt gewesen, aber in der Bundesliga gehörte er nicht mehr der Stammbesetzung an. Abgerundet wurde die Saison 1963/64 – die als beste Bundesligasaison des Vereins in die Vereinshistorie eingeht – durch eine Nordamerikareise der Gutendorf-Truppe, die durch seine persönliche Vermittlung möglich geworden war. Absoluter Höhepunkt waren dabei drei Spiele gegen den englischen Spitzenclub FC Liverpool, von denen man zwei gewinnen konnte.
Bereits am 5. Februar 1965 wurde bekannt, dass sich Gutendorf und der MSV zum Saisonende trennen würden und Hermann Eppenhoff wurde als Nachfolger benannt. Nach einem 1:1 zu Hause gegen Borussia Neunkirchen am 20. Februar kam es zwischen Gutendorf und dem kommissarischen Vorsitzenden Tiefenbach zu einem heftigen Wortgefecht, das beinahe zu Tätlichkeiten ausgeartet wäre. Der 37-jährige Gutendorf wurde daraufhin umgehend beurlaubt und wenig später fristlos entlassen. Assistenztrainer und MSV-Urgestein Willi „Ömmes“ Schmidt übernahm die Trainingsleitung bis zum Saisonende, wo der MSV auf dem siebten Tabellenplatz verblieb. Hauptgrund für Streitigkeiten mit Rudi Gutendorf war dessen defensives Spielsystem, das dem heutigen 4-4-2 glich, wenngleich es viele deutsche Mannschaften kopierten.

### VfB Stuttgart (1965 bis 1966)
Die Pause war aber nur von kurzer Dauer: Bereits am 8. März übernahm Gutendorf den VfB Stuttgart, wo Kurt Baluses bereits am 24. Februar interimsweise von Franz Seybold ersetzt worden war. Die Verzögerung war dem Spiel des MSV am 6. März im Neckarstadion geschuldet. Mit dem damaligen Tabellenzehnten aus dem Schwabenland startete Gutendorf am 20. März mit einer 0:1-Auswärtsniederlage bei Werder Bremen in die Mission Klassenerhalt. Mit Heimsiegen gegen TSV 1860 München (3:0) und 1. FC Kaiserslautern (1:0) und dem 3:2-Auswärtserfolg bei Eintracht Frankfurt am 30. April gelang der Auftrag, der VfB landete auf dem rettenden 12. Rang. Nach dem 3:0 gegen die „Löwen“ von Max Merkel war Optimismus in Stuttgart aufgekommen. Bei Grüne ist festgehalten: „Wo die Mannschaft unter Baluses noch zutiefst verunsichert, beinahe lustlos und vor allem im Angriff erschreckend harmlos agierte, kämpft sie nun mit unbändigem Kampfgeist und gefürchteter Konterstärke um jeden Ball.“ Vor Beginn der Saison 1965/66 versprach Gutendorf Großartiges beim VfB: Auf sein Betreiben war mit dem Jugoslawen Vladica Popović erstmals internationales Flair im Neckarstadion eingezogen, wo der VfB jedoch nur selten überzeugen konnte. Der von Roter Stern Belgrad losgeeiste Popovic wurde rasch als „Fehleinkauf“ abgeschrieben, während der aus Wien gekommene Peter Aust zu keinem einzigen Einsatz kam. Die dritte Bundesligasaison der Cannstatter endete auf einem unscheinbaren elften Platz, obwohl der VfB in der Rückrunde die drittschlechteste Mannschaft der auf 18 Teilnehmer aufgestockten Liga gestellt hatte.
Trotz schillernder Neuzugänge wie Gilbert Gress (Straßburg) und Bo Larsson (Malmö) schaufelte der VfB unter Trainer Gutendorf in der Hinrunde 1966/67 vom 4. bis zum 16. Spieltag kümmerliche fünf Zähler auf sein Konto und fand sich in der Abstiegszone wieder. Dass Gutendorf zeitgleich mit dem Fußballverband der USA über einen Wechsel verhandelte, vergrätzte die VfB-Führung zusätzlich, und so kam sein Rauswurf zum 6. Dezember 1966 wenig überraschend. Der VfB Stuttgart belegte nach der 1:4-Auswärtsniederlage am 3. Dezember 1966 beim Karlsruher SC mit 11:19 Punkten den 17. Rang. Die Aussage von Gutendorf, „als ich Ende 1966 von Stuttgart mit einem weinenden und einem lachenden Auge Abschied nehme, steht der VfB gesichert im Mittelfeld“, ist nach dem Tabellenstand nicht nachvollziehbar.

### FC Schalke 04 (1968 bis 1970)
Nach zwei Jahren in den USA bei den St. Louis Stars in der North American Soccer League, die bis in die 1980er Jahre hinein für globale Aufmerksamkeit sorgen sollte, bekommt Gutendorf im November 1968 ein Angebot aus der Bundesliga: Der FC Schalke 04 stand mit 10:20 Punkten auf dem 17. Platz und der neue Präsident Günter Siebert entließ den Ex-Schalker Günter Brocker und holte Gutendorf auf Schalke. Mit den zwei Neuzugängen Heinz van Haaren und Herbert Lütkebohmert, sowie dem Rückkehrer Reinhard Libuda in die Runde gestartet, war das schlechte Abschneiden in der Hinrunde unter Brocker nicht länger hinnehmbar. Der wortgewandte Mann aus Neuendorf, mit internationalem Status, Dynamik und Ehrgeiz ausgestattet, legte in Schalke eine großartige Arbeit hin: Er holte aus den restlichen Spielen in der Bundesliga 25:13 Punkte, beendete damit auf dem 7. Rang die Saison und hatte zudem das Team um die Korsettenstangen Norbert Nigbur, Klaus Fichtel, van Haaren, Gerhard Neuser, Libuda und Hans-Jürgen Wittkamp in das DFB-Pokalfinale geführt. Gutendorf war ein Mann von anderem Format, führte profimäßiges Training und ein modernes Spielsystem ein. Dazu gibt er der Mannschaft neues Selbstvertrauen. Norbert Nigbur äußert sich dazu näher: „Mit dem Mann kam Farbe in den Verein. Schon damals hatte Gutendorf viel von der Welt gesehen, war im Ausland erfolgreich, er hatte ein gewisses Flair. Das tat Schalke gut, denn solange ich bis dahin dort war, spielte sich gedanklich alles rund um den Schalker Markt ab … Gutendorf brachte ein neues Denken. … Es ging nicht mehr um die Frage, ob und wie wir den rettenden 16. Platz packen, sondern darum, wie wir ins obere Tabellendrittel kommen. Sowas zu vermitteln, ist bei einer Profimannschaft immer auch eine Frage der Glaubwürdigkeit. Inwieweit kann man den Mann ernst nehmen? Dem Gutendorf traute man es zu, dass er den Mumm dazu hat. All das riss die Spieler mit. Es hatte auch damit zu tun, dass der Gutendorf ein perfekter Showmann war. So gesehen war er der Vorgänger vom Udo Lattek.“ Das Pokalfinale gewann der FC Bayern München mit 2:1 durch zwei Treffer von Rekordtorjäger Gerd Müller; damit gelang dem Team von Trainer Branko Zebec der Double-Erfolg.
Der Start in die Saison 1969/70 gelingt mit 13:5 Punkten aus neun Spielen erhofft gut; damit gehörte Schalke der Tabellenspitze an. In der Rückrunde lief es aber nicht mehr nach Plan, das Schlussergebnis mit 34:34 Punkten reichte lediglich zum 9. Rang. In den Auswärtsspielen spielte das Gutendorf-Team nur 12:22 Punkte ein. Zusätzlich zur Bundesligarunde trat Schalke noch im Europapokal der Pokalsieger an. Über Shamrock Rovers, IFK Norrköping und mit zwei Erfolgen gegen Dinamo Zagreb (3:1, 1:0) zog Schalke in das Halbfinale gegen Manchester City ein. Das Hinspiel in Schalke wurde mit einem Libuda-Treffer mit 1:0 gewonnen, an der Maine Road ging Gutendorfs-Mannschaft aber im Rückspiel gegen den späteren Cup-Sieger mit 1:5 unter. Während der Runde hatte es schon mehrfach Streit zwischen Präsident Siebert und Trainer Gutendorf gegeben.
Zur Runde 1970/71 kam mit Klaus Fischer ein Torjäger nach Schalke und Siebert nahm bereits nach dem vierten Spieltag – einer 0:1-Heimniederlage am 5. September 1970 gegen Hertha BSC – die Gelegenheit wahr und entließ Gutendorf aus seinem Vertrag. Schalke hatte aus den ersten vier Spieltagen 4:4 Punkte geholt. Laut Gutendorf hakte es zwischen ihm und dem Schalker Präsidenten: „Sage ich hü, ruft er hott. Gewinnen wir, hat er gewonnen. Kassieren wir eine Niederlage, dann habe ich verloren. Listig verschlüsselt, lässt er das bei den Medien durchblicken.“

### Kickers Offenbach (1970 bis 1971)
Die Bundesligapause währte aber nur kurz: Ab dem 28. September 1970 übernahm Gutendorf den amtierenden DFB-Pokalsieger Kickers Offenbach. Wiederum begab er sich aber in die Abhängigkeit eines fast autokratisch führenden Vereinspräsidenten: Horst-Gregorio Canellas war der „Macher“ vom Team am Bieberer Berg, gegen seine Entscheidungen gab es kein ernsthaftes Gegengewicht. Letztes Beispiel seiner „Allmacht“ war die Trainerbesetzung vor der Bundesligarückkehr im Sommer 1970. Aufstiegstrainer Zlatko Čajkovski wurde entlassen und durch Aki Schmidt von Jahn Regensburg ersetzt, da der erfolgreiche Interimstrainer Kurt Schreiner nicht weiter zur Verfügung stand. Aber bereits nach dem achten Rundenspieltag, den 26. September nach einem 3:3-Heimremis gegen den VfB Stuttgart, war die Uhr für den einstmaligen WM-Teilnehmer 1958 in Schweden abgelaufen. Canellas holte den in Schalke geschassten Gutendorf in einer Blitzaktion nach Offenbach. Das erste Pflichtspiel hatte es in sich: Offenbach hatte das Rückspiel im Europapokal der Pokalsieger am 1. Oktober 1970 beim FC Brügge zu bestreiten, das Polster war nach dem 2:1-Heimerfolg aus dem Hinspiel nicht üppig. Die Belgier setzten sich mit 2:0 durch und damit war das Abenteuer Europapokal für Offenbach nach der ersten Runde beendet und auch das erste Spiel in der Bundesliga brachte zwei Tage danach mit 0:4 eine desillusionierende 0:4-Auswärtsniederlage beim 1. FC Kaiserslautern zustande. Der Start von Gutendorf in Offenbach war damit nicht geglückt. Als auch noch mit dem Pokalverteidiger am 12. Dezember 1970 in der 1. Hauptrunde beim Südregionalligisten VfR Heilbronn mit einer 0:2-Niederlage vorzeitig dieser Wettbewerb zu Ende gegangen war, war es nur noch eine Frage der Zeit, wann Canellas wieder handeln würde. Nach der 0:3-Niederlage am 13. Februar 1971 bei Eintracht Braunschweig, Offenbach stand mit 15:27 Punkten auf dem 16. Rang, war die Zeit für Gutendorf in Offenbach abgelaufen. Die Vertragsauflösung erfolgte zum 23. Februar und Kuno Klötzer übernahm für den Rest der Runde die Hessen.

### Sporting Cristal (Peru) und Nationalmannschaft von Chile (1971 bis 1973)
Sporting Cristal
Rudi Gutendorf wurde Ende Mai 1971 vom peruanischen Meister Sporting Cristal aus der Hauptstadt Lima als Nachfolger des Argentiniers Vito Andrés „Sabino“ Bártoli bestellt, der nach dem Ausscheiden als Gruppenletzter der ersten Runde der Copa Libertadores in Ungnade fiel. Als Gehalt wurden monatliche 8.000 DM berichtet.
Gutendorf begann seine Amtszeit mit fünf Siegen in Folge. Nach Abschluss der Hinrunde waren 10 Siege in 15 Spielen zu verbuchen und Sporting Cristal stand an der Tabellenspitze. Berichten zufolge unterbreitete ihm der Verein im August ein Angebot zu einer zweijährigen Vertragsverlängerung mit Gehaltsverdoppelung, doch Gutendorf zierte sich mit Verweisen auf attraktive Angebote aus Mexiko und Argentinien. Die Rückrunde der Meisterschaft zeigte ein völlig anderes Bild und es konnten nurmehr drei Siege in 15 Partien errungen werden, womit die Mannschaft die Saison mit acht Punkten Rückstand auf den neuen Meister Universitario de Deportes auf dem vierten Platz beendete. Beendet waren damit auch Gedanken über eine Vertragsverlängerung.
Seine Amtszeit wurde vor allem durch den Widerstand zahlreicher Spieler gegen sein harsches Trainingsregime überschattet. Unter seinem Nachfolger, dem Peruaner Marcos Calderón, gewann Sporting Cristal die Meisterschaft von 1972. Gutendorf ist bis dato der einzige Trainer des Vereins, der nicht aus Südamerika stammt. Seine nachhaltige Hinterlassenschaft bei Sporting Cristal bestand aus einigen zusammengenagelten Brettern, die bei Freistoßübungen zur Simulation einer Mauer dienten und über Jahrzehnte hinweg auf dem Trainingsgelände La Florida überdauern sollten.
Nationalmannschaft von Chile
Nach schwachen Spielen in Vorbereitung auf die auf im Juni und Juli 1972 in Brasilien stattfindende Taça Independência – einem Turnier mit 18 Nationalmannschaften und zwei Kontinentalvertretungen anlässlich der 150-jährigen Unabhängigkeit Brasiliens – musste Chiles Trainer Raúl Pino zurückstehen und wurde dem im Februar 1972 verpflichteten Rudi Gutendorf als Assistent beigestellt.
Gutendorf verlor seinen Einstand im Estadio Nacional gegen Argentinien im Hinspiel um die Copa Carlos Dittborn mit 3:4. Beim Turnier in Brasilien gelangen Siege gegen Ecuador, Irland und den Iran, aber ein 1:4 gegen Portugal mit Weltstar Eusébio bedeutete das Ausscheiden. Chiles Star in jener Ära, Carlos Caszely, traf dabei in jeder Partie. Die Spiele Chiles in diesem Turnier wurden allgemein als ansprechend bewertet.
Im August gab es mit stark abgewandelten Aufstellungen eine 0:2-Niederlage in Mexiko und beim Rückspiel um die Copa Carlos Dittborn im September ein 0:3 gegen Argentinien. Anfang 1973 gab es durchwachsene Ergebnisse in vier Testspielen gegen die argentinische Vereinsmannschaften Ferro Carril Oeste und Racing Club und einen kaum zu überschätzenden 10:1-Erfolg gegen Tahiti.
Im März 1973 wurde Gutendorfs Vertrag aufgehoben. Der Verband führte sachliche und persönliche Gründe an. Zum einen wurde wohl die Qualifikation für die Weltmeisterschaft 1974 in Deutschland als gefährdet angesehen – diese wurde unter Gutendorfs Nachfolger Luis Álamos erreicht – und zum anderen seine defensive Spielweise bemängelt. Missfallen erregte auch sein persönliches Verhalten wie auch das von seiner Frau Ute, von der er sich in seiner Zeit in Chile erstmals scheiden ließ, das mit den Traditionen eines katholischen Landes als unvereinbar angesehen wurde.

### TSV 1860 München (1973 bis 1974)
Nach seinem Aufenthalt in Südamerika übernahm er als Nachfolger von Elek Schwartz im letzten Jahr der Regionalliga Süd den TSV 1860 München. Eine Legende besagt, dass Gutendorf beim Frühstück im Nobelhotel Bayerischer Hof von den Trainersorgen der Sechziger gelesen und daraufhin spontan seine Dienste anbot. Für die „Löwen“ gab es nur ein Ziel: Aufstieg. Mit einem 4:0-Auswärtserfolg bei Jahn Regensburg starteten die Sechziger im August 1973 in die Saison. Zum ersten Heimspiel kam der Aufsteiger FC Augsburg am Mittwoch, den 15. August, in das ausverkaufte Olympiastadion. Die junge Augsburger Mannschaft war mit dem Italienheimkehrer und Vizeweltmeister von 1966 Helmut Haller verstärkt und schwebte auf einer Welle der Euphorie. Angesichts des gewaltigen Zuschauerinteresses, das diese Partie in München und Augsburg auslöste, erwies sich selbst das Olympiastadion als zu klein. Die Arena war mit rund 80.000 Menschen bei 10 Mark Einheitspreis zum Bersten gefüllt. Als die Löwen in der 3. Minute in Führung gingen, gab es einen enormen Jubel und die noch vor den Toren Wartenden drückten umso mehr ins Stadion, wobei es auch zahlreiche Verletzte gab. Es befanden sich schließlich zwischen 90.000 und 100.000 Fans im Stadion – eine nie wieder erreichte Zahl. Das Spiel endete 1:1.
Die Mannschaft um Mittelfelddirigent Hans-Joachim Weller und Ferdinand Keller, der bei 1860 als Zweitligaspieler Nationalspieler wurde und in dieser Saison 22 Tore erzielte, wurde mit dem via Hannover 96 kommenden Ex-Bayern Charly Mrosko, Hans-Josef Hellingrath, auch von Hannover sowie den Jugoslawen Fahrija Dautbegović, ein sehr brauchbarer zweimaliger Nationaltorwart, und Marijan Novak, ein eisenharter Verteidiger, der sich als „Mr gelbes Karton“ einen Namen machen sollte, verstärkt. Im Laufe der Hinrunde wurden noch mit Alfred Kohlhäufl, Wolfgang Gayer und Bernd Patzke weitere beachtliche Nachverpflichtungen getätigt.
Im Verein und in der Mannschaft mangelte es aber an Harmonie. Novak verschwand zeitweise spurlos. So reichte es lediglich zum 3. Rang, womit der Einzug in die Bundesligaaufstiegsrunde verpasst wurde. Alleine die zwei mit jeweils 0:1 verlorenen Spiele gegen den FC Schweinfurt 05, die die Saison als 15. abschlossen, machten beispielsweise einen entscheidenden Unterschied aus. Neben dem Platz gab es auch um Gutendorf Querelen, unter anderem wegen einer Vaterschaftsklage aus Chile. Gutendorf konnte auch bei der traditionellen Weihnachtsfeier der 60er dabei sein, weil er, wie er sagte, hinter einem Weib her sei. Er wurde in der Folgesaison durch den Meistertrainer von 1966 Max Merkel ersetzt. Meister der Regionalliga Süd wurde Augsburg vor dem 1. FC Nürnberg.

### SC Fortuna Köln (1975)
Die nächste Traineranstellung in Deutschland bekam Rudi Gutendorf zur Saison 1975/76 durch Präsident Jean Löring in der 2. Fußball-Bundesliga bei SC Fortuna Köln. Im zweiten Jahr der 2. Bundesliga trat er in der Kölner Südstadt die Nachfolge von Martin Luppen an. Aus den ersten vier Spielen sammelte er mit der Fortuna 7:1 Punkte, aber dann ging es bergab. Nach dem elften Spieltag, einem 1:1-Heimremis am 25. Oktober 1975 gegen Alemannia Aachen, übertrug Löring bereits Heinz Hornig den Cheftrainerposten bei seinem Verein, Gutendorf war bereits nach vier Monaten gescheitert. Auf dem 14. Rang mit 10:12 Punkten stehend, war bei Spielern wie Wolfgang Fahrian, Noel Campbell, Rolf Dohmen, Wolfgang Glock, Roland Hattenberger, Otmar Ludwig, Karl-Heinz Mödrath, Friedhelm Otters, Hannes Linßen, Julio Baylón, Karl-Heinz Struth und Lothar Wesseler der Glaube an den Trainer bei Präsident Löring nicht mehr vorhanden, da er unbedingt zurück in die Bundesliga wollte.

### Tennis Borussia Berlin (1976 bis 1977)
Da Aufstiegstrainer Helmuth Johannsen beim 2. Ligameister der Saison 1975/76, Tennis Borussia, überraschend zurückgetreten und in die Schweiz nach Zürich gewechselt war, und für die schwere Aufgabe mit den „Veilchen“ den Klassenerhalt in der Bundesliga zu erreichen nicht gerade eine Welle an Traineraspiranten auf TeBe einbrach, konnte Gutendorf nach dem Desaster bei Fortuna Köln sogar in der 1. Liga an seinem angekratzten Renommee arbeiten; er wurde zur Saison 1976/77 Bundesligatrainer bei Tennis Borussia. In seiner Biografie aus dem Jahr 1987 hält der neue TeBe-Trainer fest: „Im Cafe Kranzler trinke ich einen Underberg gegen mein Sodbrennen. Es war schwer wegzukriegen, seit mein neuer Club seine zwei besten Spieler (Norbert Stolzenburg, Norbert Siegmann) verkaufen mußte. Hätte ich das gestern gewußt, hätte ich den Vertrag nicht unterschrieben. Ich gebe noch drei Autogramme an Fußballfans, die mir etwas mitleidig gratulieren zu meinem Mut, den Kirchenmaus-Club Tennis Borussia übernommen zu haben.“ Sicherlich waren Torjäger Stolzenburg und Defensivspezialist Siegmann herbe Verluste, aber der Zugang des schwedischen Angreifers Benny Wendt, im Rundenverlauf erzielte er 20 Tore, war ein Glückstreffer und eine klare Verbesserung in der Qualität gegenüber dem Aufstiegsjahr. Auch die Zugänge von Lothar Schneider und Ernst Savkovic verbesserten den Spielerkader. Dass im Verlauf der Runde noch mit Volkmar Groß, Hans-Jürgen Baake, Dieter Hochheimer und Winfried Stradt deutlich nachgelegt wurde, ist Tatsache und bei der Bewertung des zur Verfügung stehenden Spielerkaders zu berücksichtigen. Nimmt man noch die zwei Leistungsträger aus der vormaligen Aufstiegself mit Ditmar Jakobs und Winfried Berkemeier hinzu, so ergibt sich keineswegs das Bild einer klar überforderten Mannschaft. Zählt man alles zusammen, dann war Qualität vorhanden, nicht im Überfluss und auf der Auswechselbank, aber ausreichend für eine konkurrenzfähige Mannschaft. Zudem, eine Mannschaft von dem anerkannten Fachmann Helmuth Johannsen zu übernehmen, das bedeutete in diesen Jahren eindeutig ein Fundament zu übernehmen, auf dem man aufbauen oder fortfahren konnte. Ein wirklicher Verlust bedeutete die tragische Erkrankung des quirligen Flügelstürmers Albert Bittlmayer, welcher zu keinem Spieleinsatz mehr kam und am 2. Juni 1977 verstarb.
Die 10:24 Punkte nach Ende der Hinrunde mit 25:55 Toren waren einfach schlecht, zumal für einen Trainer der zumindest nach eigener Aussage, ein Meister des durchdachten Defensivspiels war, siehe das vielzitierte „Rollsystem“ mit Meiderich in der Saison 1963/64. Daran änderten auch nichts die überraschenden Erfolge gegen den 1. FC Köln (3:2), FC Bayern München (3:1) und der Sieg im Lokalderby am 16. April 1977 mit 2:0 gegen Hertha BSC. Mit 22:46 Punkten und 47:85 Toren stieg Tennis Borussia nach dem 34. Spieltag im Mai 1977 aus der Bundesliga ab. In seiner Biografie Mit dem Fußball um die Welt schildert Gutendorf dagegen in subjektiver Betrachtung seine Arbeit mit TeBe in anderer Weise: „Ich rührte die Werbetrommel, wo ich nur konnte, ich ließ mein goldfarbenes Sport-Cabrio versteigern, um Geld für Spielereinkäufe zu mobilisieren, und ich nahm mir viel Zeit für die Journalisten. Das alles imponierte den Berlinern. Tennis Borussia, bisher ein Verein ohne Zuschauer, war plötzlich in. Zumal es einige sportliche Erfolge gab. Durch hartes Training und demonstrative Zuversicht hatte ich die überforderte Mannschaft zu ungeahnten Höhenflügen motiviert. Wir schlugen Tabellenführer 1. FC Köln mit 3:2, die Bayern samt Beckenbauer mit 3:1, den übermächtigen Lokalrivalen Hertha mit 2:0. Gegen den starken HSV holten wir ein Unentschieden.“

### Hamburger SV (1977)
HSV-Generalmanager Peter Krohn hatte an den Auftritten von Gutendorf neben dem Platz anscheinend Gefallen gefunden und holte ihn als Nachfolger von Kuno Klötzer zur Saison 1977/78 zum Hamburger SV. Der HSV hatte in der zurückliegenden Runde den 6. Platz belegt und am 11. Mai 1977 in Rotterdam mit einem 2:0 gegen den RSC Anderlecht den Europapokal der Pokalsieger gewonnen. Da Krohn den guten Kader auch noch mit Jugoslawiens „Fußballer des Jahres“, Ivan Buljan und Weltstar Kevin Keegan vom FC Liverpool massiv verstärkte, musste eindeutig um die Bundesligameisterschaft und im Europapokal um die Titelverteidigung gespielt werden. Das mit dem FC St. Pauli ein zweiter Vertreter Hamburg in der Bundesliga vertreten sollte, ging in der Medienlandschaft fast völlig unter. Viel wichtiger schien, was Manager Krohn und Trainer Gutendorf, die als „ein Herz und eine Seele“ galten, am Sandstrand von Sylt als „Fußball total“ austüftelten. Krohn: „Wir sind das absolute Traumpaar.“
Das Startspiel in die Bundesliga ging am 6. August zwar mit 2:5 beim MSV Duisburg überraschend deutlich verloren, durch die folgenden Erfolge gegen 1860 München (3:0), Eintracht Frankfurt (2:0), 1. FC Kaiserslautern (3:1) und den 2:1-Erfolg am 31. August beim VfB Stuttgart, schien die Grundtendenz aber zu stimmen. Das erste Hamburger Derby um Punkte nach 14 Jahren kam da am sechsten Spieltag gerade recht. Der Aufsteiger setzte sich aber am 3. September völlig überraschend und unerwartet mit 2:0 durch und erste Differenzen zwischen Krohn und Gutendorf wurden bekannt. In der Mannschaft waren die „Alteingesessenen“ und der 1976 gekommenen Felix Magath gegen den neuen Trainer. Hinzu kam, dass die Neuzugänge Keegan und Buljan den Europacupsiegern unwillkommen waren. Nach den Niederlagen gegen Eintracht Braunschweig (0:4), im Europapokal gegen RSC Anderlecht (1:2) und der 1:2-Heimniederlage am 22. Oktober 1977 gegen den 1. FC Saarbrücken, war die Zeit für Gutendorf bereits beim Hamburger SV abgelaufen. Der Vertrag von Generalmanager Dr. Krohn wurde auf dessen Wunsch zum 1. November 1977 vorzeitig gelöst und Trainer Gutendorf zum 27. Oktober beurlaubt und als Trainernachfolger der bisherige Co-Trainer Özcan Arkoç ernannt.

### Hertha BSC (1985 bis 1986)
In der Runde 1985/86 taucht der 59-jährige Rudi Gutendorf nochmals als Trainer im deutschen Profifußball auf: Ab dem 8. Januar 1986 übernimmt er in der 2. Fußball-Bundesliga die gegen den Abstieg kämpfende Hertha BSC. Unter Uwe Kliemann ging Hertha in die Runde, vom 4. Dezember 1985 bis 7. Januar 1986 wurde der einmalige Nationalspieler aus dem Jahr 1975 von Hans Eder abgelöst, ehe „Weltenbummler“ Gutendorf sich daran versuchte, die Hertha vor dem Abstieg in das Amateurlager zu retten. In der 2. Liga spielten in dieser Runde drei Berliner Vereine: Die Hertha und Tennis Borussia kämpften um den Abstieg und Blau-Weiß 90 um den Aufstieg. Der Trainerroutinier betreute sein neues Team erstmals am 25. Januar 1986 beim Auswärtsspiel gegen Rot-Weiß Oberhausen in der 2. Bundesliga. Das Spiel wurde mit 1:2 verloren. Es folgten drei Remisspiele mit jeweils 1:1 – darunter am 9. Februar gegen den späteren Meister FC Homburg 08 – sowie zwei Niederlagen gegen Fortuna Köln und Hessen Kassel, ehe am 15. März das Spiel gegen den Aufstiegsanwärter Blau-Weiß 90 stattfand. Vor 15.000 Zuschauern trotzte Hertha den Blau-Weißen ein 2:2 ab. Am 8. April gelang im Nachholspiel gegen Tennis Borussia ein 4:0, es folgten aber zwei Niederlagen gegen Darmstadt 98 (2:3) und den MSV Duisburg (0:1) und die Hertha stand nach 34 Spielen mit 26:42 Punkten auf dem 18. Rang. Aus 13 Spielen war Gutendorf auf eine Punkteausbeute von 9:17 gekommen. Hertha BSC ersetzte zum 21. April Gutendorf durch Jürgen Sundermann.

### Mauritius und Simbabwe (1993 bis 1998)
Als Nachfolger des Franzosen François Blaquart wurde Gutendorf im Jahr 1993 als Nationaltrainer von Mauritius verpflichtet, zum Assistenten des Koblenzers wurde Mukesh Ramrekha. Die Nationalmannschaft des Inselstaates war einige Jahre zuvor bereits vom Deutschen Helmut Kosmehl trainiert worden. Zwischen April und Juli 1993 erzielte die Mannschaft in vier Spielen der Afrika-Cup-Qualifikation lediglich einen Punkt beim torlosen Unentschieden gegen Südafrika. Im August nahm die Nationalmannschaft an den Indian Ocean Island Games auf den Seychellen teil; nachdem man die Vorrunde mit einem Sieg über die Komoren (3:0) und einer Niederlage gegen den späteren Turniersieger Madagaskar (1:2) überstanden hatte, unterlag das Team im Halbfinale der Auswahl Réunions (0:1), konnte allerdings mit einem abschließenden 6:2-Sieg über den Gastgeber den dritten Platz sichern. Neben seiner neunmonatigen Tätigkeit als Nationaltrainer betreute der Koblenzer auch den Verein Sunrise Flacq United. Eigenen Angaben zufolge war Gutendorf im Jahr 1997 zum zweiten Mal mauritischer Nationaltrainer.
Rudi Gutendorf übernahm Mitte März 1994 als Trainer die simbabwische Nationalmannschaft, nachdem der bisherige Nationaltrainer Reinhard Fabisch wegen grob unsportlichen Verhaltens von der FIFA für die Dauer von einem Jahr gesperrt worden war. Dieser hatte dem gambischen Schiedsrichter Alhagi Faye im Oktober des Vorjahres beim Länderspiel gegen Kamerun mit einem Geldbündel beworfen und ihm damit Bestechlichkeit vorgeworfen. Gutendorfs Ziel war die erfolgreiche Qualifikation zur Afrikameisterschaft, in die das mit dem „Riegel“ aufspielende Team um Torwart Bruce Grobbelaar vom FC Liverpool mit Siegen über Lesotho (5:0) und Zaire (2:1) sowie einer Niederlage gegen Malawi (1:3) startete. Anfang 1995 wurde Fabisch zum technischen Berater des Nationalteams ernannt. Am 22. Januar besiegten die „Warriors“ im heimischen National Sports Stadium überraschend den WM-Teilnehmer Kamerun durch einen Dreierpack von Vitalis Takawira sowie einen Treffer von Paul Gundani mit 4:1, diesem Sieg sollte ein weiterer Erfolg über Lesotho (2:0) folgen. Wegen Unstimmigkeiten mit der Zimbabwe Football Association (ZIFA) wurde Gutendorf beim 1:1-Unentschieden gegen Malawi am 23. April durch seinen ursprünglichen Assistenten Gibson Homela, dem der Verband die volle Kontrolle übertragen hatte, ersetzt. Nach zwei weiteren Niederlagen unter Homela und dem Schweizer Marc Duvillard und dem Rückzug Lesothos scheiterte schlussendlich die Qualifikation für das Kontinentalturnier 1996.
Bei der Jahreshauptversammlung der TuS Koblenz am 31. Oktober 1996 unterlag Gutendorf in einer Kampfabstimmung um den Posten des Vereinspräsidenten dem Amtsinhaber Herbert Heidger mit 58:83 Stimmen. Anfang Januar 1997 übernahm er nach Querelen in der Vereinsführung das Amt des sportlicher Direktor der TuS. Nach weiteren Differenzen innerhalb des Vorstandes über die Aufgabenverteilung und Kompetenzen des Sportdirektors zog sich Gutendorf nach fünf Monaten von seinem Posten zurück. Im August 1998 kündigte das Ehrenmitglied des Verein das Ende seines Engagements für die Blau-Schwarzen an, unterstützte die TuS allerdings vier Jahre später wieder bei der Abwendung eines Insolvenzverfahrens.

### Über Ruanda und Samoa zurück in die Heimat (1999 bis 2016)
Am 23. Januar 1999 trainierte und betreute Gutendorf in Hachenburg erstmals die von ihm zusammengestellte „Lotto-Elf“, eine Benefizmannschaft von Lotto Rheinland-Pfalz, bestehend aus Prominenten und ehemaligen Fußballspielern wie Horst Eckel, Wolfgang Kleff, Stefan Kuntz und Wolfgang Overath. Die Idee, eine solche Mannschaft zu gründen, war bei einem Treffen der Kaiserslauterer Weltmeister von 1954 mit einigen noch lebenden ungarischen Finalgegnern ein Jahr zuvor entstanden. Im August 1999 war Bernard Makuza, damaliger Botschafter des rheinland-pfälzischen Partnerlandes Ruanda, bei einem Benefizspiel der Mannschaft anwesend; infolge dieses Kontaktes wurde Gutendorf darum gebeten, die ruandische Nationalmannschaft bei einem im Oktober beginnenden sechswöchigen Trainingslager in Bitburg zu coachen. Während dieses Aufenthaltes, bei dem acht Nationalspieler nach Belgien flüchteten und dort politisches Asyl begehrten, betreute der Deutsche tatsächlich die „Amavubi“, die unter anderem zu einem Testspiel gegen den Zweitligisten 1. FSV Mainz 05 (0:3) antraten. In dem vom Völkermord sechs Jahre vorher gespaltenen Land bereitete Gutendorf, ausgestattet mit einem Viermonatsvertrag, die Nationalmannschaft um Désiré Mbonabucya auf die erste Runde der Qualifikation zur Weltmeisterschaft 2002 vor. Im Hinspiel erreichte die Mannschaft des 148. der Weltrangliste am 9. April 2000 im heimischen Stade Amahoro dank Treffern von Hassan Mili und Julien Nsengiyumva überraschend ein 2:2-Unentschieden gegen die Elfenbeinküste, die Nummer 47 der Welt. Beim Rückspiel zwei Wochen später unterlag die Mannschaft den ivorischen „Elefanten“ um Didier Zokora und Ibrahima Bakayoko mit 0:2, womit Ruanda die Weltmeisterschafts-Qualifikation verpasste. Zur Ost- und Zentralafrikameisterschaft, die im November 2000 in Uganda stattfand, kehrte Gutendorf als Nationaltrainer zurück und führte die Mannschaft nach Spielen gegen Uganda B (2:3), Kenia (2:1), Eritrea (1:1), Uganda A (1:3) und Äthiopien (1:1 n. V., 2:4 i. E.) zum vierten Platz. Gutendorf trat anschließend von seinem Posten zurück, sein Nachfolger wurde Longin Rudasingwa.
Bereits Mitte 2001 lag Gutendorf ein Angebot vor, als Trainer auf der Südseeinsel Samoa zu arbeiten. Im Februar und März 2003 weilte er dort etwa einen Monat lang, nach einem Trainerlehrgang sollte sich Gutendorf bei dem ursprünglich auf acht Wochen angelegten Aufenthalt der samoanischen U-23-Nationalmannschaft mit Blick auf die (zehn Monate später unter David Brand gescheiterte) Qualifikation zum olympischen Fußballturnier annehmen. Die Kosten für Übernachtungen und Verpflegung übernahm die Football Federation Samoa (FFS), während die Flüge vom Deutschen Fußball-Bund gezahlt wurden.
Am 3. August 2003 wechselte sich der 76-Jährige bei einem 11:4-Sieg der „Lotto-Elf“ über eine Altherrenmannschaft in Cochem zum einzigen Mal selbst ein und verschoss einen Elfmeter. Bis zum Juli 2013 stand Gutendorf bei insgesamt 132 Spielen der Mannschaft als Trainer an der Seitenlinie. Im August 2012 bot sich Gutendorf als Trainer und Sportdirektor seines ehemaligen Vereins MSV Duisburg an, nachdem dieser mit zwei Niederlagen in die Zweitligasaison gestartet war; die Offerte wurde jedoch abgelehnt. Im Oktober 2016 wurde Gutendorf zum „Ehren-Coach“ von TuS Koblenz International, der neu gegründeten und ausschließlich aus Flüchtlingen bestehenden dritten Mannschaft der TuS Koblenz; die Medien bezeichneten dies als seine 56. Trainerstation.

## Persönliches
Während seiner Trainerzeit beim VfB Stuttgart lernte Gutendorf über seinen Freund Erwin Lehn das Fotomodell Ute Pelzer, eine Fabrikantentochter, kennen. Auf Drängen amerikanischer Frauenverbände heiratete das Paar im August 1967 in der Kathedralbasilika St. Louis. In jener Zeit, als der Deutsche chilenischer Nationaltrainer war, trennte sich das Ehepaar und ließ sich scheiden. Während seiner Amtszeit als Nationaltrainer der „Socceroos“ heirateten Gutendorf und Pelzer ein zweites Mal; diese Ehe war allerdings nicht von langer Dauer. In Australien lernte der Deutsche auch seine zweite Ehefrau kennen, die in Sydney geborene und 36 Jahre jüngere Marika; das Paar hat einen gemeinsamen, Ende 1989 geborenen Sohn.
Gutendorf sprach eigenen Angaben zufolge neben Deutsch auch Englisch, Französisch und Spanisch. Der Katholik war seit 1947 CDU-Mitglied, und seit 1965 Mitglied des Bundes Deutscher Fußball-Lehrer (BDFL). Er lebte zuletzt in Telegraf, einem Wohnplatz der Gemeinde Neustadt (Wied) im Westerwald. Er starb wenige Wochen nach seinem 93. Geburtstag an Altersschwäche. Gutendorf wurde zwei Wochen später auf dem Hauptfriedhof Koblenz beigesetzt.

### Ehrungen und Auszeichnungen
- 1993: Sportplakette der Stadt Koblenz, am 30. Juli 1993 durch den Oberbürgermeister Willi Hörter überreicht[122][123]
- 1997: Bundesverdienstkreuz am Bande, am 22. April 1997 in Mainz durch den rheinland-pfälzischen Ministerpräsidenten Kurt Beck überreicht

„Rudi Gutendorf hat in hervorragender Weise als Entwicklungshelfer im sportlichen Bereich das Ansehen der Bundesrepublik Deutschland im Ausland gefördert.“

- 2002: Eintrag ins Goldene Buch der Stadt Koblenz am 25. März 2002[116]
- 2006: Verdienstorden des Landes Rheinland-Pfalz, Anfang Dezember 2006 in Mainz durch den rheinland-pfälzischen Ministerpräsidenten Kurt Beck überreicht[125]
- 2011: Bundesverdienstkreuz 1. Klasse, am 22. März 2011 in Mainz durch den rheinland-pfälzischen Ministerpräsidenten Kurt Beck überreicht

„Rudi Gutendorf hat als Weltenbummler und Botschafter des Fußballsports in einem über 50 Jahre währenden Einsatz einen wichtigen Beitrag zur Völkerverständigung geleistet.“

- 2014: Ehrenurkunde der Initiative Deutscher Fußball Botschafter für den „unermüdlichen Einsatz als Trainer von mehr als fünfzig Teams in aller Welt“, am 5. Mai 2014 in Berlin durch den Bundesaußenminister Frank-Walter Steinmeier überreicht[127]
- 2014: Altstadtpreis des Koblenzer Bürgervereins, am 6. Juli 2014 überreicht[116]
- 2023 – Rudi-Gutendorf-Weg in Koblenz-Neuendorf[128]

### Weltrekord mit „55 Trainerstationen“
Viele Medien berichten übereinstimmend von 55 Trainerstationen Gutendorfs zwischen 1946 und 2003. Für die 50. (unten gelistete) Trainerstation erhielt er eigenen Angaben zufolge einen Eintrag ins Guinness-Buch der Rekorde. Diese Zahl beruht mutmaßlich auf den eigenen Darstellungen Gutendorfs; die nachfolgende Tabelle verzeichnet alle Stationen wie auf der Website gutendorf-rudi.de und in der Autobiografie Mit dem Fußball um die Welt angegeben: Die Statistikorganisation RSSSF konnte für den Coach (bisher) 77 offizielle Länderspiele recherchieren.
| 1. 1946–1954: SV Rengsdorf 2. TuS Rot-Weiß Koblenz 3. VfB Lützel 4. SV Braubach 5. TuS Neuendorf A 6. 1955: FC Blue Stars Zürich (Schweiz) 7. 1955–1960: FC Luzern (Schweiz) 8. 1961: US Monastir (Tunesien) 9. 1962–1963: TSV Marl-Hüls 10. 1963–1964: Meidericher SV 11. 1965–1966: VfB Stuttgart 12. 1966–1968: St. Louis Stars (Vereinigte Staaten) 13. 1968: Nationaltrainer Bermuda 14. 1968–1970: FC Schalke 04 | 1. 1970–1971: Kickers Offenbach 2. 1972: Sporting Cristal (Peru) 3. 1973: Nationaltrainer Chile 4. 1974: TSV 1860 München 5. 1974: Hallen-Fußball-WM-Manager 6. 1974: Nationaltrainer Bolivien 7. 1974: Club Bolívar (Bolivien) 8. 1974: Venezuela (Trainerausbilder) B 9. 1975: Real Valladolid (Spanien) 10. 1975–1976: SC Fortuna Köln 11. 1976: Nationaltrainer Trinidad und Tobago 12. 1976: Nationaltrainer Grenada 13. 1976: Nationaltrainer Antigua 14. 1976: Nationaltrainer Botswana | 1. 1976–1977: Tennis Borussia Berlin 2. 1977: Hamburger SV 3. 1978–1980: Nationaltrainer Australien 4. 1980: Philippinen (FIFA Lecture) 5. 1980: Nouméa (Neukaledonien, Trainerausbilder) B 6. 1981: Fidschi (Trainerausbilder) 7. 1981: Nationaltrainer Nepal (und Trainerausbilder) 8. 1981: Nationaltrainer Tonga 9. 1981: Nationaltrainer Tansania 10. 1981–1982: Yanga Daressalam (Tansania) 11. 1982: Arusha (Tansania, Trainerausbilder) 12. 1982–1984: Yomiuri Nippon FC (Japan) 13. 1984: Hertha BSC 14. 1984: São Tomé und Príncipe (Trainerausbilder) | 1. 1985: Nationaltrainer Ghana 2. 1985: Nationaltrainer Nepal 3. 1986: Nepal (Trainerausbilder) 4. 1987: Fidschi (Trainerausbilder) 5. 1987: Nationaltrainer Fidschi 6. 1988: Volksrepublik China (Trainerausbilder) 7. 1988: Olympia-Nationaltrainer Iran 8. 1991–1992: Olympia-Nationaltrainer China 9. 1994–1995: Nationaltrainer Simbabwe 10. 1997: Nationaltrainer Mauritius (und Sunrise Flacq United) 11. 1998: TuS Koblenz (Sportdirektor) 12. 1999–2000: Nationaltrainer Ruanda 13. 2003: Nationaltrainer Samoa |